# Megalosaure
El megalosaure (Megalosaurus, significant "Gran Llangardaix", del Grec, μεγαλο-/megalo- significant "gran", "alt" o "gegantí" i σαυρος/sauros significant "llangardaix") és un gènere de dinosaure teròpode del Juràssic mitjà (Bathonià) d'Europa (del sud d'Anglaterra, França i Portugal). Arribava a mesurar fins a nou metres de llarg. Les seues dents eren comprimides lateralment, cosa que el diferència de molts altres carnosaures. Tenia extremitats anteriors més curtes que les posteriors: les anteriors tenien tres dits i les posteriors, quatre, la quarta era un esperó. Arribaven a tindre una planta del peu de fins a 50 cm.

## Descoberta
Megalosaurus fou el primer dinosaure a ser descrit. Part d'un os fou recuperat d'una pedrera de calç a Cornwell prop d'Oxford, Anglaterra, l'any 1676. El fragment fou enviat a Robert Plot, professor de química a la Universitat d'Oxford i el primer conservador del Museu Ashmolean, qui publicà una descripció al seu Natural History of Oxdfordshire l'any 1677. Va identificar correctament l'os com l'extremitat inferior d'un fèmur d'un gran animal i va reconèixer que era molt més gros que el de qualsevol espècie coneguda; considerà que es tractava de l'os del fèmur d'un llangardaix gegant. L'os es perdé però la il·lustració és encara prou detallada per a identificar-ho clarament com el femur d'un Megalosaurus.
L'os de Cornwell fou descrit de nou per Richard Brookes l'any 1763. El va anomenar Scrotum humanum, per la similitud a un parell de testicles humans. Tècnicament, el nom fou publicat després de l'establiment de la nomenclatura binomial, i encara que aquest nom teòricament tenia prioritat sobre Megalosaurus, les normes de ICZN (Codi Internacional de Nomenclatura Zoològica) deien que si un nom queia en desús durant 50 anys després de la publicació, no es té en compte la prioritat. Aleshores, el nom Scrotum humanum era un nomen oblitum, o "nom oblidat".

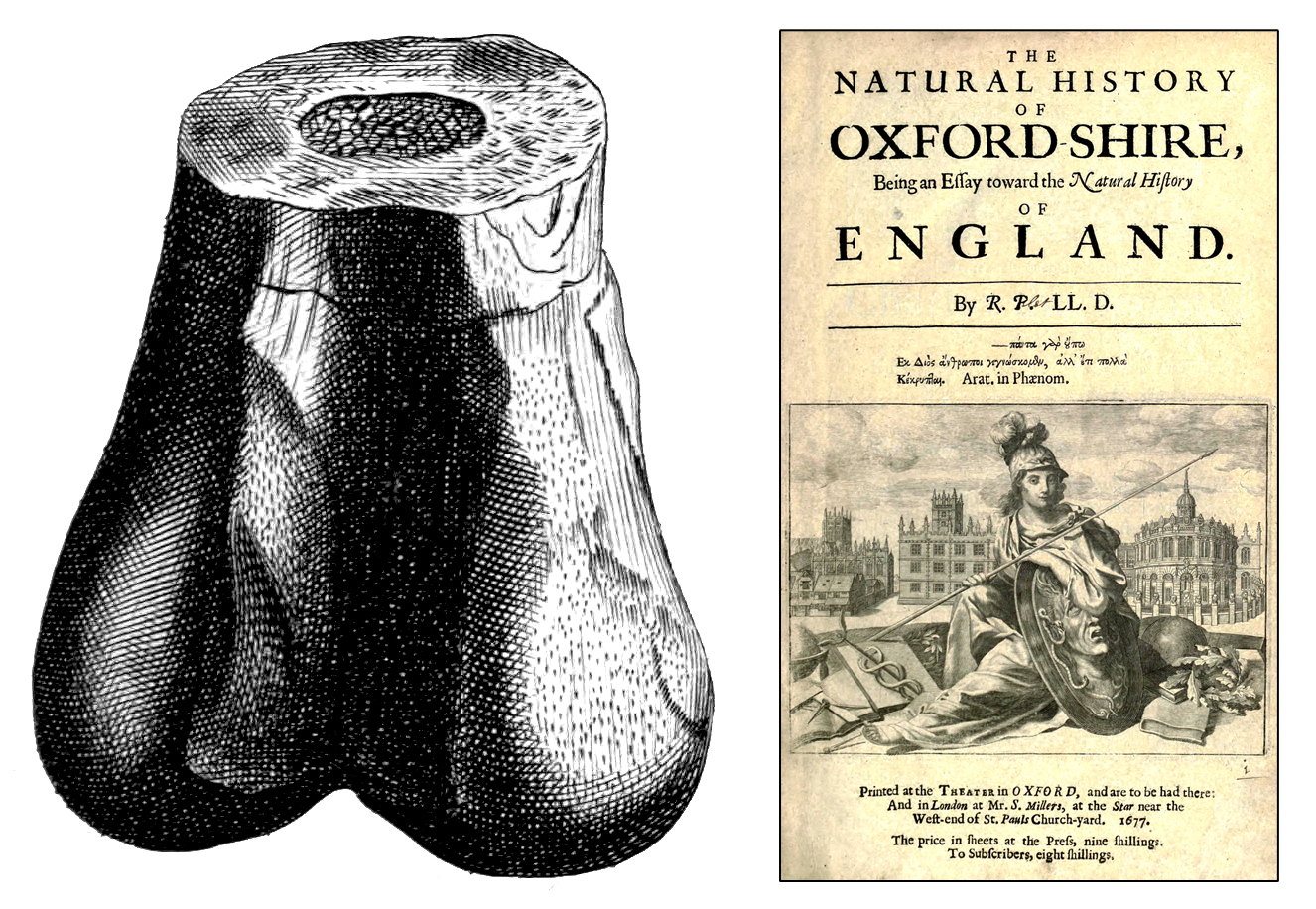
La coberta de Natural History of Oxfordshire de Robert Plot, 1677 (dreta). Il·lustració de Plot de l'extremitat inferior d'un fèmur de Megalosaurus.

## Restes
N'hi ha restes a La Rioja, Galve i Morella.